# Michi Ichihō
Michi Ichihō (japanisch 一穂 ミチ, * 1978 in der Präfektur Ōsaka) ist eine japanische Schriftstellerin. Sie wurde zunächst als Autorin von BL-Romanen (Boys’ Love) bekannt und schreibt seit 2021 auch vielbeachtete Werke der allgemeinen Gegenwartsliteratur. Zu ihren bekanntesten Titeln zählen Iesu ka nō ka hanbun ka (イエスかノーか半分か, Ja oder Nein oder Halb und Halb) und Sumōru wāruruzu (スモールワールズ, Small Worlds).

## Leben und Werk
Ichihō schloss ein Studium an der Fakultät für Soziologie der Kansai-Universität ab. Während sie als Angestellte arbeitete, begann sie Fanfiction in Dōjinshi-Zirkeln zu veröffentlichen. 2007 wurde sie von einem Verlag angesprochen und gab ihr Debüt mit der Kurzgeschichte Yuki yo ringo no ka no gotoku (雪よ林檎の香のごとく, Wie Apfelduft auf Schnee) – ein Titel, der sich auf ein Tanka von Kitahara Hakushū bezieht. Die Geschichte erschien 2008 in Buchform und begründete ihre Karriere im Bereich der BL-Literatur.
2020 wurde Iesu ka nō ka hanbun ka als Anime-Film adaptiert.
Mit dem Erzählband Sumōru wāruruzu (スモールワールズ, Small Worlds) debütierte Ichihō 2021 als Autorin allgemeiner Literatur. Das Werk wurde vielfach für bedeutende Literaturpreise nominiert, darunter der Naoki-Preis, der Buchhändlerpreis (Honya Taishō) und der Yamada-Fūtaro-Preis. Für Small Worlds erhielt sie den Shizuoka-Buchhandlungspreis und den Yoshikawa-Eiji-Literaturpreis für Nachwuchsautoren.
2024 wurde sie mit dem Naoki-Preis für ihren Roman Tsumidemikku (ツミデミック, Tsumidemic) ausgezeichnet. Im selben Jahr gewann sie den Shimase-Preis für Liebesgeschichten für Hikari no toko ni ite ne (光のとこにいてね, Bleib im Licht).

## Stil und Themen
Ichihō betont in Interviews, dass sie beim Schreiben darauf achte, niemanden zu verurteilen. Gefühle wie gleichgeschlechtliche Liebe oder familiäre Zuneigung seien existentielle Regungen, die als solche anerkannt werden sollten. Auch in ihren BL-Werken ist für sie das sogenannte Moe (萌え) zentral. Szenen im Bett schildert sie oft aus der Perspektive des passiven Parts (受, uke) und legt Wert auf emotionale Nähe und ein garantiert glückliches Ende.
Sie lebt in ihrer Heimatstadt Ōsaka und beschreibt ihren Humor als von Kansai geprägt – eine Verbindung von Melancholie und Heiterkeit. Als Einflüsse nennt sie u. a. Kawakami Hiromi, Miura Shion und Murakami Haruki sowie Mangaka wie Tanigawa Fumiko, Ikue Emi und Shimura Takako.

## Werke (Auswahl)

### Romane
- Sumōru wāruruzu (スモールワールズ, Small Worlds), 2021
- Parasoru de pararashūto (パラソルでパラシュート, Fallschirmspringen mit dem Sonnenschirm), 2021
- Sunaarashi ni hoshikuzu (砂嵐に星屑, Sternenstaub im Sandsturm), 2022
- Hikari no toko ni ite ne (光のとこにいてね, Bleib im Licht), 2022
- Utakata mozaiku (うたかたモザイク, Mosaik aus Schaum), 2023
- Tsumidemikku (ツミデミック, Tsumidemic), 2023
- Koi toka ai toka yasashisa nara (恋とか愛とかやさしさなら, Wenn es um Liebe, Zärtlichkeit oder Sanftheit geht), 2024

### Boys’ Love (BL)
- Yuki yo ringo no ka no gotoku (雪よ林檎の香のごとく, Wie Apfelduft auf Schnee), 2008
- Iesu ka nō ka hanbun ka (イエスかノーか半分か, Ja oder Nein oder Halb und Halb), 2014
  - engl. Yes, No, or Maybe? (Light Novel), Vol. 1, 2020, ISBN 978-1-64505-866-3
  - Yes, No, or Maybe? (Manga), Vol. 1, 2024, ISBN 979-8-89160-315-8 und Vol. 2, 2025, ISBN 979-8-89373-186-6
- Sekai no mannaka – Iesu ka nō ka hanbun ka (世界のまんなか～イエスかノーか半分か, In der Mitte der Welt – Ja oder Nein oder Halb und Halb), 2015
  - engl. Yes, No, or Maybe? (Light Novel), Vol. 2, 2024, ISBN 978-1-63858-596-1
- Ouchi no arika – Iesu ka nō ka hanbun ka (おうちのありか～イエスかノーか半分か, Wo das Zuhause ist  – Ja oder Nein oder Halb und Halb), 2016
  - engl. Yes, No, or Maybe? (Light Novel), Vol. 3, 2024, ISBN 978-1-63858-822-1
- OFF AIR – Iesu ka nō ka hanbun ka (OFF AIR ～イエスかノーか半分か, OFF AIR – Ja oder Nein oder Halb und Halb), 2017
- Yokogao to kōsai – Iesu ka nō ka hanbun ka (横顔と虹彩～イエスかノーか半分か, Profil und Iris – Ja oder Nein oder Halb und Halb), 2017
- Koigataki to kōsai – Iesu ka nō ka hanbun ka (横顔と虹彩～イエスかノーか半分か, Rivale und Iris – Ja oder Nein oder Halb und Halb), 2017
- Fusaide – Iesu ka nō ka hanbun ka (ふさいで～イエスかノーか半分か, Verschlossen – Ja oder Nein oder Halb und Halb), 2018
- OFF AIR (2) – Iesu ka nō ka hanbun ka (OFF AIR (2)～イエスかノーか半分か, OFF AIR – Ja oder Nein oder Halb und Halb), 2019
- Tsunaide – Iesu ka nō ka hanbun ka (つないで～イエスかノーか半分か, Verbunden – Ja oder Nein oder Halb und Halb), 2020
- Iesu ka nō ka hanbun ka dokuhon – Color Bar (イエスかノーか半分か読本 Color Bar, Lesebuch zu Ja oder Nein oder Halb und Halb – Color Bar), 2020
- OFF AIR (3) – Iesu ka nō ka hanbun ka (OFF AIR (3)～イエスかノーか半分か, OFF AIR – Ja oder Nein oder Halb und Halb), 2022

### Anthologien
- Tamago-chan (玉ねぎちゃん, Zwiebelchen) in: Story for you, 2021
- Pikunikku (ピクニック, Picknick) in: The Best Mysteries 2021, 2021
- Remon no me (レモンの目, Die Augen der Zitrone) in: Kuroneko o kai hajimeta, 2023
- Kurōzudo Kurōzu (クローズド・クローズ, Closed – Close) in: Arisugawa Arisu ni sasageru nanatsu no nazo, 2024

## Auszeichnungen (Auswahl)
- 2021: Shizuoka-Buchhandlungspreis für Sumōru wāruruzu
- 2021: Yoshikawa-Eiji-Literaturpreis für Nachwuchsautoren für Sumōru wāruruzu
- 2022: Sakuyakonohana-Preis der Stadt Ōsaka
- 2024: Naoki-Preis für Tsumidemikku
- 2024: Shimase-Preis für Liebesgeschichten für Hikari no toko ni ite ne

Quelle: World of Literary Prizes